# Tchaj-čchang
Císař Tchaj-čchang (čínsky pchin-jinem Táichàng, znaky 泰昌; 28. srpna 1582 – 26. září 1620) vlastním jménem Ču Čchang-luo (čínsky pchin-jinem Zhū Chángluò, znaky 朱常洛) z dynastie Ming vládl jeden měsíc roku 1620 mingské Číně. Nastoupil po svém otci, císaři Wan-li. Po jeho smrti byla vyhlášena éra „Velké prosperity“, Tchaj-čchang s trváním od jeho nástupu na trůn do (čínského) nového roku. Název éry je používán i jako jméno císaře.
Ču Čchang-luo se narodil roku 1582, v desátém roce vlády císaře Wan-liho paní Wang, služebné císařovy matky. Paní Wang byla povýšena, nezískala však Wan-liho přízeň a její syn, přestože byl nejstarším synem císaře, byl jím ignorován. Wan-li místo něho dával přednost Ču Čchang-sünovi, synovi své oblíbenkyně paní Čeng. Záměr Wan-liho jmenovat Ču Čchang-süna korunním princem narazil na rezolutní odpor ministrů a celá záležitost pro neústupnost obou stran dlouhé roky ustrnula na mrtvém bodě.
Nakonec roku 1601 císař Wan-li podlehl tlaku ministrů, úředníků a především své matky a devatenáctiletý Ču Čchang-luo byl oficiálně jmenován korunním princem a právoplatným dědicem trůnu. Ani toto formální uznání neukončilo všechny intriky a nespokojenost císaře s následnictvím trvala. Roku 1615 dvůr vzrušil neobvyklý skandál. Jistý Čang Čchaj se vyzbrojil dřevěnou holí a vnikl do Zakázaného města do paláce korunního prince. Při počátečním šetření byl označen za šílence, ale další vyšetřovatel poukázal na spoluúčast dvou eunuchů blízkých paní Čeng. Oba byli rychle popraveni, nicméně spekulace o původcích spiknutí kvetly dále.
Císař Wan-li zemřel 18. srpna 1620 a 28. srpna Tchaj-čchang oficiálně nastoupil na trůn. Několik dní po korunovaci onemocněl a po neúspěšném léčení 26. září 1620 zemřel. Novým mingským panovníkem se stal Tchaj-čchangův nejstarší syn Tchien-čchi. Smrt relativně mladého císaře vyvolala vlnu podezření, spekulací a obviňování mezi dvorskými frakcemi.

## Dětství a mládí, jmenování následníkem trůnu
Ču Čchang-luo se narodil roku 1582, v desátém roce vlády císaře Wan-liho, jako císařův první syn. Jeho matkou byla paní Wang, služebná císařovny vdovy Li, matky Wan-liho. Wan-li nechtěl s dítětem nic mít, ale paní Li ho přiměla k uznání otcovství s pomocí záznamů o jeho návštěvách a prosadila povýšení paní Wang na císařskou konkubínu s titulem kuej-fej (恭妃, „uctivá dáma“). Panovníkův zájem o paní Wang ale rychle upadl s tím, jak si jeho trvalou oblibu a důvěru získala jiná konkubína, paní Čeng, která mu roku 1586 také dala syna, Ču Čchang-süna (1586–1641). Ču Čchang-luoa, přestože byl nejstarší, císař ignoroval.
Roku 1586 se otevřela otázka nástupnictví, když císař povýšil paní Čeng na „císařskou urozenou dámu“ (chuang-kuej-fej), což ji stavělo jen o stupeň níže než jeho císařovnu a výše než kteroukoliv jinou z jeho konkubín, včetně paní Wang. Pro okolí bylo z toho zřejmé, že by si přál za následníka spíše syna paní Čeng Ču Čchang-süna – svého třetího (druhý syn zemřel v kojeneckém věku) – než Ču Čchang-luoa. Úředníci se potom rozdělili; část začala hájit práva prvního syna s odkazem na zákonnou primogenituru, někteří však podpořili paní Čeng. Na širokou podporu práv nejstaršího syna mezi úředníky císař reagoval odkládáním rozhodnutí. Odklady odůvodňoval čekáním na syna od císařovny. Žádostem o jmenování Ču Čchang-luoa korunním princem, když dosáhl osmi let, aby mohla být oficiálně zahájena jeho výuka, se zase bránil tím, že prince přece vyučují eunuchové.
Roku 1589 císař souhlasil s Ču Čchang-luovým jmenováním následníkem, paní Čeng se však postavila proti, což vyprovokovalo vlnu sporů a o dva roky později i zatýkání, když se v Pekingu rozšířil pamflet obviňující ji ze spiknutí s některými vysokými úředníky proti císařovu nejstaršímu synovi. Císař se naopak snažil v očích veřejnosti vykreslit paní Čeng v příznivém světle.
Nejmenování následníka vyvolávalo pravidelné vlny protestů nejen opozičně naladěných úředníků, ale i vysokých hodnostářů, včetně velkých sekretářů Šen Š’-singa (v úřadě 1578–91) a Wang Si-ťüea (v úřadě 1584–91 a 1593–94). Práva Ču Čchang-luoa podporovaly i císařovna a císařovna vdova Li. Wan-li jmenoval Ču Čchang-luoa korunním princem, pod tlakem dalšího kola protestů a žádostí, až roku 1601. Ču Čchang-sünovi současně udělil titul knížete z Fu, nicméně ho ponechal v Pekingu, ačkoliv měl být do provincie odeslán po dosažení osmnácti let věku, tedy roku 1604, což živilo fámy o tom, že otázka následnictví je stále otevřená. Do provinčního sídla ho poslal, po dlouhé řadě výzev a protestů proti nečinnosti, až roku 1614, kdy se za odeslání knížete rozhodně postavila císařova matka.

## Případ muže sholí
S debatami o následníkovi souvisel „případ muže s holí“. Totiž koncem května 1615 byl u paláce Ču Čchang-luoa zadržen muž s holí. Z následného vyšetřování vyplynulo, že se jmenuje Čang Čcha, je bláznivý a chtěl s pomocí hole dořešit konflikt s dvěma eunuchy, se kterými se nepohodl. Tím měla být kauza uzavřena a muž popraven. Do případu se však zamíchal vězeňský úředník Wang Č’-caj, který odmítl verzi o šílenci a prosadil veřejné vyšetřování se zapojením představitelů ministerstva trestů. Podle nové verze případu byl muž psychicky zdravý a do paláce vnikl na žádost dvou eunuchů blízkých paní Čeng a jejímu bratrovi, což vyvolalo podezření, že cílem akce mělo být zabití následníka a dosazení syna paní Čeng na jeho místo. Záležitost měla velký ohlas u dvora. Wan-li reagoval bezprecedentním krokem, svolal civilní i vojenské úředníky zaměstnané v pekingských úřadech (bylo to první setkání císaře s úředníky „vnějšího dvora“ od roku 1602.), předstoupil před ně s rodinou – Ču Čchang-luoem, Ču Čchang-luovými syny a dcerou, a obořil se na úředníky, jak mohou pochybovat o jeho vztazích k následníkovi, kterému věří a spoléhá na něj. Ču Čchang-luo potvrdil svůj blízký vztah k otci a žádal ukončení celé záležitosti. Dále císař rozhodl o popravě Čang Čchaa i obou do případu zapletených eunuchů. Proti popravě se postavili představitelé ministerstva trestů, požadující další vyšetřování. Poté velcí sekretáři zprostředkovali kompromis – Čang Čcha byl na druhý den popraven, podezřelí eunuchové měli být vyslechnuti. Výslech proběhl, oba však zůstali pod dozorem císařových eunuchů a pátý den po císařově projevu bylo úředníkům oznámeno, že zemřeli. Případ potom utichl.

## Císař
Císař Wan-li zemřel 18. srpna 1620. Ču Čchang-luo oficiálně nastoupil na trůn 28. srpna 1620 (první den 8. měsíce čínského kalendáře). Nemálo lidí v Pekingu spatřovalo v nástupu nového panovníka naději na nový začátek. Následník nebyl spjat se svým otcem a opozice proto doufala v opuštění Wan-liho politik. Už 19. srpna byl 1 milion liangů (37,3 tuny) stříbra z palácového pokladu odeslán na obranu severovýchodních hranic (kvůli kritické situaci v Liao-tungu, kde útočili Nurhačiho Džürčeni), současně byly zrušeny důlní a komerční daně zavedené v 90. letech a eunušští daňoví komisaři (vybírající tyto daně) odvoláni z provincií. Vše bylo provedeno formálně jako poslední přání právě zemřelého panovníka. Dne 21. srpna Tchaj-čchang poslal do Liao-tungu další milion liangů stříbra.
Ču Čchang-luo si vybral jméno éry „Tchaj-čchang“, vzbuzující představu míru a prosperity, v kontrastu s posledními léty předešlé vlády. V zájmu zaplnění dlouhodobě neobsazených postů v administrativě nový císař povolal do úřadů mnohé kritiky předešlé vlády, za odpor vůči Wan-limu zbavené funkcí. Mezi prvními například Cou Jüan-piaoa (1551–1624) a Feng Cchung-wua (1556–1627) spojované s hnutím Tung-lin. Tunglinští totiž vesměs podporovali Ču Čchang-luoa během sporu o jmenování následníka trůnu v 80. a 90. letech.

## Nemoc a smrt, případ červených pilulek
Tři dny po korunovaci Tchaj-čchang lehce onemocněl, 5. září se mu přitížilo a 6. září povolal lékaře. Na audiencích 8. a 9. září nevypadal zdravě, a záhy ulehl, 13. září ho opět navštívil lékař a skupina úředníků, kterým si císař stěžoval na nespavost a ztrátu chuti k jídlu. Úředníci byli znepokojeni a když se doslechli, že Cchuej Wen-šeng – eunuch stojící v čele císařské kliniky – podal panovníkovi projímadlo, ačkoli dle mínění úředníků panovník naopak potřeboval posilující léky, obžalovali ho z neschopnosti. Císař odmítl žalobu přijmout, ale také přestal užívat zmíněné léky.
Několik dní Tchaj-čchang úřadoval z postele, ale 17. září se mu tak přitížilo, že začal mluvit o své nadcházející smrti. Při další návštěvě znepokojených úředníků v čele s velkým sekretářem Fang Cchung-čem 25. září císař požadoval donesení červených pilulek, o nichž se doslechl, že je vyrábí jistý Li Kche-šao, pomocník dvorského ministra státních obřadů. Li později vypověděl, že myslel, že jeho pilulky pomáhají posílit nemocný organismus. Téhož dne císařské stráže a eunuchové přivedli Li Kche-šaoa k císaři a ten mu přikázal vyrobit pilulky. V přítomnosti zmíněných (třinácti) úředníků Li vyrobil pilulky (vyráběl je ze suříku, krystalizované lidské moči, lidského mléka a rumělky, což v tradiční čínské medicíně byly posilující léky, ingredience mu přinesli císařovi eunuchové) a jednu dal císaři. Tomu se ulevilo, dostal hlad, a požadoval další piluku, kterou mu Li odmítl dát, s tím, že jedna stačí a dvě by byly příliš. Pak panovník poslal (již po půlnoci) Li Kche-šaoa a úředníky domů. Ráno za svítání eunuchové oznámili, že císař je mrtev. Někteří členové hnutí Tung-lin obvinili Li Kche-šaoa a velkého sekretáře Fang Cchung-čea z otrávení císaře, nicméně jiní stoupenci hnutí (kteří byli mezi zmíněnými třinácti úředníky u císaře) se k obvinění stavěli zdrženlivě (a snažili se především vyvinit sebe z nedbalosti). Případ červených pilulek – to jest diskuze nad otázkou, zda pilulky způsobily smrt panovníka, a zda záměrně nebo nechtěně – byl v následujících několika letech předmětem rozhořčených sporů a obviňování.
Bezprostředně po Tchaj-čchangově smrti nastala další konfrontace, spor o kontrolu nad jeho nástupcem, čtrnáctiletým Tchien-čchim, mezi paní Li, oblíbenou konkubínou Tchaj-čchanga a ministry a velkými sekretáři. Přes odpor paní Li a jejích eunuchů, eunuchové loajální k úředníkům předali chlapce ministrům a odsunuli paní Li do jiného paláce. Tchien-čchi oficiálně nastoupil na trůn 1. října 1620.

## Císařovny, potomci
Císař Tchaj-čchang měl celou řadu manželek, významné z nich byly:
- Císařovna Siao-jüan-čen (孝元贞皇后, Siao-jüan-čen chuang-chou; † 1614), příjmením Kuo (郭). První manželka korunního prince (chuang-tchaj-c' fej, 皇太子妃) Tchaj-čchanga, císař Tchien-čchi ji posmrtně povýšil na císařovnu.

- Císařovna vdova Siao-che (孝和太后, Siao-che tchaj-chou; † 1619), příjmením Wang (王). Matka Ču Jou-ťiaa, pozdějšího císaře Tchien-čchi, a Ču Jou-süa. Původně jedna z manželek Tchaj-čchanga, císař Tchien-čchi ji posmrtně povýšil na císařovnu vdovu.

- Císařovna vdova Siao-čchun (孝纯太后, Siao-čchun tchaj-chou; † 1615), příjmením Liou (刘). Matka Ču Jou-ťiena, pozdějšího císaře Čchung-čena. Původně jedna z manželek Tchaj-čchanga, císař Čchung-čen ji posmrtně povýšil na císařovnu vdovu.

| Příjmení (titul) matky                                | #  | Jméno                | Narození – úmrtí                                                      | Posmrtné jméno | Titul                 | Udělení titulu |
| ----------------------------------------------------- | -- | -------------------- | --------------------------------------------------------------------- | -------------- | --------------------- | -------------- |
| ∞ Wang (Cchaj-žen, později císařovna vdova Siao-che)  | 1. | Ču Jou-ťiao (朱由校) | 1605–1627                                                             | Če-ti          |                       |                |
| ∞ Wang (Cchaj-žen, později císařovna vdova Siao-che)  | 1. | Ču Jou-ťiao (朱由校) | Po smrti císaře Tchaj-čchanga roku 1620 vládl jako císař Tchien-čchi. |                |                       |                |
| ∞ Wang (Cchaj-žen, později císařovna vdova Siao-che)  | 2. | Ču Jou-süe (朱由㰒)  | 1607–1610                                                             | Chuaj (怀)     | kníže z Ťien (简王)   |                |
| ∞ Wang                                                | 3. | Ču Jou-ťi (朱由楫)   | 1609–1616                                                             | S' (思)        | kníže ze Čchi (齐王)  |                |
| ∞ Li (Kchang-fej)                                     | 4. | Ču Jou-mo (朱由模)   | 1610–1615                                                             | Chuej (惠)     | kníže z Chuaj (怀王)  |                |
| ∞ Liou (Sien-fej, později císařovna vdova Siao-čchun) | 5. | Ču Jou-ťien (朱由檢) | 1611–1644                                                             | Čuang-lie-min  | kníže ze Sin (信王)   | 1622           |
| ∞ Liou (Sien-fej, později císařovna vdova Siao-čchun) | 5. | Ču Jou-ťien (朱由檢) | Po smrti Tchien-čchiho roku 1627 vládl jako císař Čchung-čen.         |                |                       |                |
| ∞ Fu (I-fej)                                          | 6. | Ču Jou-i (朱由栩)    | zemřel při porodu                                                     | Chuaj (怀)     | kníže ze Siang (湘王) |                |
| ∞ Feng (Ťing-fej)                                     | 7. | Ču Jou-šan (朱由橏)  | zemřel při porodu                                                     | Čao (昭)       | kníže z Chuej (惠王)  |                |

Knížata byla po smrti připomínána posmrtným jménem a titulem, například „kníže Čao z Chuej“ (惠昭王, Chuej-čao-wang).
| Příjmení (titul) matky | #   | Titul                            | Jméno                   | Narození – úmrtí      | Sňatek | Manžel                 |
| ---------------------- | --- | -------------------------------- | ----------------------- | --------------------- | ------ | ---------------------- |
|                        | 1.  | princezna Chuaj-šu (怀淑公主)    | Ču Chuej-ťüan (朱徽娟)  | 1604–1610             |        |                        |
|                        | 2.  | princezna Tao-šu (悼淑公主)      | Ču Chuej-chuan (朱徽姮) | 1606–1607             |        |                        |
|                        | 3.  |                                  | Ču Chuej-süan (朱徽嫙)  | 1606–1607             |        |                        |
|                        | 4.  |                                  | Ču Chuej-jing (朱徽㜲)  | 1608–1609             |        |                        |
|                        | 5.  |                                  | Ču Chuej-wan (朱徽婉)   | 1608–?                |        |                        |
| ∞ Fu (I-fej)           | 6.  | princezna Ning-te (宁德公主)     | Ču Chuej-jen (朱徽妍)   | 1609– v éře Kchang-si |        | Liou Jou-fu (朱徽㜲)   |
| ∞ Fu (I-fej)           | 7.  | princezna Suej-pching (遂平公主) | Ču Chuej-ťing (朱徽婧)  | 1610–1632             |        | Čchi Can-jüan (齐赞元) |
| ∞ Li (Kchang-fej)      | 8.  | princezna Le-an (乐安公主)       | Ču Chuej-ťing (朱徽媞)  | 1611–1644             |        | Kung Jung-ku (巩永固)  |
|                        | 9.  |                                  | Ču Chuej-čao (朱徽妱)   | 1615–1615             |        |                        |
| ∞ Šao (Šen-pchin)      | 10. | princezna Tao-wen (悼温公主)     | Ču Chuej-čeng (朱徽姃)  | 1621–1621             |        |                        |